# Cộng hòa Komi
Cộng hòa Komi (tiếng Nga: Респу́блика Ко́ми, Respublika Komi; tiếng Komi: Коми Республика, Komi Respublika) là một chủ thể liên bang của Nga (một nước cộng hòa), thủ phủ là thành phố Syktyvkar.

## Địa lý
Nước cộng hòa này nằm ở phía tây dãy núi Ural, đông bắc Đồng bằng Đông Âu. Rừng chiếm khoảng 70% lãnh thổ và đầm lầy chiếm diện tích khoảng 15%.
- Diện tích: 415.900 km² (160.600 mi²)
- Biên giới:
  - nội địa: Khu tự trị Okrug (NW/N), Yamalo-Nenets (NE/E), Khu tự trị Khanty-Mansi (E), Sverdlovsk Oblast (SE), Vùng Perm (S), Kirov Oblast (S/SW), Arkhangelsk Oblast (W).
- Điểm cao nhất: Núi Narodnaya (1,894 m)
- Chiều dài tối đa từ Bắc tới Nam: 785 ki-lô-mét (488 mi)
- Chiều dài tối đa từ Đông tới Tây: 695 ki-lô-mét (432 mi)

## Hành chính

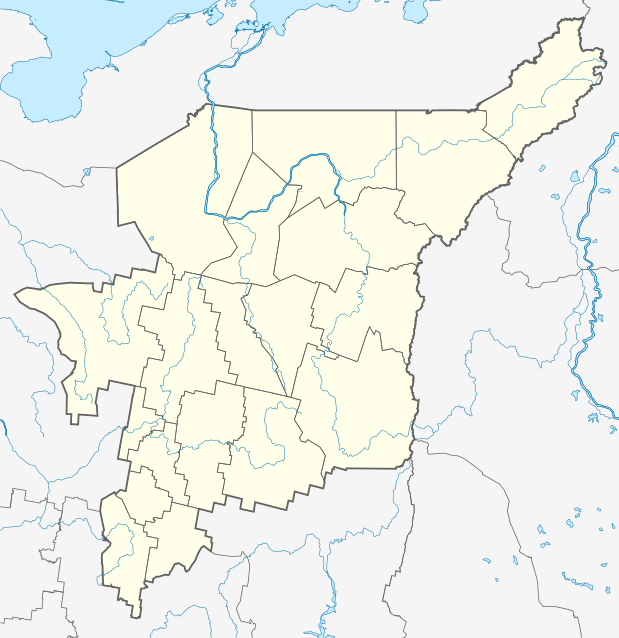
Bản đồ hành chính Cộng hoà Komi

### Sông
Những con sông lớn bao gồm:
- Sông Izhma
- Sông Mezen
- Sông Pechora
- Sông Sysola
- Sông Usa
- Sông Vashka
- Sông Vychegda
- Sông Vym

## Tài nguyên thiên nhiên
Tài nguyên thiên nhiên của nước cộng hòa này bao gồm than, dầu mỏ, khí tự nhiên, vàng, kim cương và nhiều khoáng sản khác.
Khoảng 32.800 km² diện tích của phần lớn rừng Taiga (gồm cả các đài nguyên và đầm lầy) ở vùng phía bắc dãy núi Ural thuộc nước cộng hòa này được UNESCO công nhận là di sản thế giới là rừng nguyên sinh Komi. Đây là di sản thiên nhiên thế giới đầu tiên tại Nga được UNESCO công nhận và là dải rừng nguyên sinh lớn nhất châu Âu.

## Khí hậu
Mùa đông ở đây lạnh và dài, trong khi mùa hè ngắn và ấm.
- Nhiệt độ trung bình tháng Một: −17 °C (1,4 °F) (phía nam) to −20 °C (−4 °F) (phía bắc)
- Nhiệt độ trung bình tháng Bảy: +11 °C (51,8 °F) (phía bắc) to +15 °C (59 °F) (phía nam)
- Lượng mưa bình quân: 625 mm (24,6 in)

## Dân số
- Tổng số dân: 1.018.674 (2002)
  - Thành thị: 766.587 (75,3%)
  - Nông thôn: 252.087 (24,7%)
  - Nam: 488.316 (47,9%)
  - Nữ: 530.358 (52,1%)
- Tỉ lệ nữ trên 100 nam: 1.086
- Độ tuổi trung bình: 34.5
  - Thành thị: 33.7
  - Nông thôn: 36.8
  - Nam: 32.3
  - Nữ: 36.8
- Số hộ: 381.626 (với 992.612 người)
  - Thành thị: 289.854 (với 749.329 người)
  - Nông thôn: 91.772 (với 243.283 người)
- Thống kê tỉ lệ sinh tử (2005)

Theo cuộc điều tra năm 2002, người Nga chiếm khoảng 59,6% dân số ở nước cộng hòa này, người Komi là 25,2%. Những dân tộc khác bao gồm người Ukraine (6,1%), người Tatars (15.680 hoặc 1,5%), người Belarus (15.212 hoặc 1,5%), người Đức (9.246 hay 0,9%), người Chuvash (7.529 hoặc 0,7%), người Azeris (6.066 hoặc 0,6%) và những dân tộc nhỏ khác, mỗi dân tộc chiếm khoảng chưa đến 0,5% tổng dân số.
|               | Điều tra năm 1926 | Điều tra năm 1939 | Điều tra năm 1959 | Điều tra năm 1970 | Điều tra năm 1979 | Điều tra năm 1989 | Điều tra năm 2002 |
| ------------- | ----------------- | ----------------- | ----------------- | ----------------- | ----------------- | ----------------- | ----------------- |
| Người Komi    | 191.245 (92,2%)   | 231.301 (72,5%)   | 245.074 (30,4%)   | 276.178 (28,6%)   | 280.798 (25,3%)   | 291.542 (23,3%)   | 256.464 (25,2%)   |
| Người Nga     | 13.731 (6,6%)     | 70.226 (22,0%)    | 389.995 (48,4%)   | 512.203 (53,1%)   | 629.523 (56,7%)   | 721.780 (57,7%)   | 607.021 (59,6%)   |
| Người Ukraine | 34 (0,0%)         | 6.010 (1,9%)      | 80.132 (9,9%)     | 82.955 (8,6%)     | 94.154 (8,5%)     | 104.170 (8,3%)    | 62.115 (6,1%)     |
| Khác          | 2.304 (1,1%)      | 11.459 (3,6%)     | 90.998 (11,3%)    | 93.466 (9,7%)     | 105.886 (9,5%)    | 133.355 (10,7%)   | 93.074 (9,1%)     |

## Liên kết
- (tiếng Nga) Official site of the Republic of Komi Lưu trữ ngày 30 tháng 9 năm 2019 tại Wayback Machine.
- (tiếng Nga) Website of Syktyvkar City - The Capital of the Republic of Komi Lưu trữ ngày 30 tháng 3 năm 2018 tại Wayback Machine.
- (tiếng Nga) Official website of the Vorkuta City.
- (tiếng Anh) Official site of the Syktyvkar State University) Lưu trữ ngày 10 tháng 10 năm 2004 tại Wayback Machine.
- (tiếng Nga) Official site of the Syktyvkar State University) Lưu trữ ngày 26 tháng 4 năm 2012 tại Wayback Machine.
- (tiếng Nga) Official site of the Ukhta State Technical University Lưu trữ ngày 22 tháng 9 năm 2004 tại Wayback Machine.
- (tiếng Nga) Snowboarding in Komi Republic Lưu trữ ngày 3 tháng 10 năm 2018 tại Wayback Machine.
- (tiếng Anh) Map of the Komi Republic Lưu trữ ngày 4 tháng 8 năm 2004 tại Wayback Machine.
- (tiếng Anh) Historic-demographic note on the Nenets of the Komi Republic Lưu trữ ngày 6 tháng 3 năm 2012 tại Wayback Machine
- (tiếng Anh) Virgin Komi Forests at Natural Heritage Protection Fund